# اسپنسر ۱۱۷۳۲۹
سیارک ۱۱۷۳۲۹ (به انگلیسی: 117329 Spencer، نامگذاری:2004XJ6) صد و هفده هزار و سیصد و بیست و نهمین سیارک کشف شده‌است که در ۹ دسامبر ۲۰۰۴ کشف شد.